# Scacco pazzo
Scacco pazzo è un film del 2003 diretto da Alessandro Haber.
Il film è tratto da un copione teatrale di Vittorio Franceschi.

## Trama
Valerio, solitario e attempato signore che gestisce una cartoleria, trascina la sua vita con la sola compagnia del fratello Antonio, rimasto mentalmente menomato dopo aver assistito alla morte della fidanzata e del padre in un incidente automobilistico proprio il giorno del suo matrimonio. Alla guida della macchina c'era Valerio, che vivrà il senso di colpa per tutta la vita.
Spesso richiamato dai condomini e dalla portinaia dello stabile per le molestie causate da Antonio, Valerio vive con ansia il suo rapporto con gli altri, e la sua mente è occupata totalmente dal bisognoso fratello. Ma un giorno Marianna appare nella sua vita, anch'ella alla ricerca di una famiglia, di un uomo che le faccia dimenticare che ore sono; lei va a vivere insieme ai due. Dopo le prime difficoltà dettate dalla nuova situazione ma soprattutto dalla presenza ingombrante e imprevedibile di Antonio, lei costruisce un rapporto più intimo e liberatorio e s'avvicina al malato con l'intento di aiutarlo. L'infantilismo di Antonio lascia pian piano lo spazio ad una certa lucidità poetica. Una domenica pomeriggio Marianna e Antonio escono e ritornano a sera tarda causando l'ira e la gelosia di Valerio. La notte stessa Marianna subisce un goffo tentativo di violenza da parte di Tonino e decide di uscire da quella casa a cercare "quel che non c'e" con l'aiuto di una "fantasia feroce e di un cuore mansueto".

## Premi
Ha ricevuto 2 nomination Nastri d'Argento 2004:
- Candidatura miglior regista esordiente a Alessandro Haber
- Candidatura miglior scenografia